# Miód plastrowy
Miód plastrowy - dojrzały miód zasklepiony w komórkach plastra i w tej postaci sprzedawany. Miód taki żuje się razem z plastrem pszczelim. W porównaniu z miodem w klasycznej postaci patoki lub krupca, zawiera on większą ilość pyłku kwiatowego oraz propolisu. Jest również poszukiwany przez koneserów i uważany za smaczniejszy od miodu spożywanego w tradycyjnej postaci.